# AppImage
AppImage (voorheen: Klik) is een systeem om software uit te voeren op Linux. Het systeem maakt gebruik van één computerbestand (.AppImage) per programma, en bevat alles wat een programma nodig heeft om te werken. Iedere gebruiker kan het bestand uitvoeren, ook zonder beheerdersrechten, zelfs op een live-cd.

## Geschiedenis

### Klik

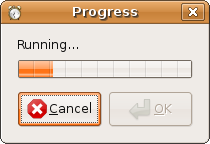
Installatie met behulp van Klik (2008)

Klik werd in 2004 ontworpen door Simon Peter en was geïntegreerd in webbrowsers op de computers van gebruikers. Zij konden software downloaden en installeren door een url te typen die begon met klik://. Daarna werd een klik-receptbestand gedownload, dat gebruikt werd om een .cmg-bestand aan te maken. Op die manier kon een recept gebruikt worden om pakketten voor veel Linuxdistributies te maken.
Klikbestanden waren vaak eenvoudiger dan het compileren en installeren van een programma, omdat er feitelijk geen installatie plaatsvond. Het .cmg-bestand was een gecomprimeerde schijfkopie die werd aangekoppeld om toegang te krijgen tot het programma in kwestie, zodat het programma niet uitgepakt hoefde te worden, en zonder dat het bestandssysteem aangepast werd. Er konden slechts acht klikprogramma's tegelijk actief zijn, door de grens op het aantal ingepakte schijfkopieën dat aangekoppeld kon worden door de Linuxkernel. Het bestand werd telkens dat het programma uitgevoerd werd opnieuw aangekoppeld, wat inhield dat de gebruiker een programma kon verwijderen door simpelweg het .cmg-bestand te verwijderen.
Er werd nog gewerkt aan een tweede versie, maar die geraakte niet voorbij de bètafase.

### AppImage
Na 2011 verscheen alsnog een opvolger onder de naam PortableLinuxApps. In 2013 werd de naam opnieuw gewijzigd, ditmaal in de huidige naam (AppImage). Het doel is vergelijkbaar met dat van voorganger Klik: het maken van programmabestanden die op elke Linuxdistributie zijn uit te voeren, geen beheerdersrechten vereisen en de systeembestanden ongemoeid laten. Appimagebestanden worden aangekoppeld met behulp van FUSE.
Een nadeel van AppImage met betrekking tot beveiliging is dat er – in tegenstelling tot bijvoorbeeld Flatpak of Snap – standaard geen gebruik wordt gemaakt van sandboxing. Gebruikers of ontwikkelaars dienen daar zelf zorg voor te dragen.

## AppImageHub
AppImageHub is een website van Pling, onder meer bekend van KDE Store, GNOME-Look en Opendesktop.org. Op de site worden door de gemeenschap gemaakte appimages gehost.

## AppImageLauncher

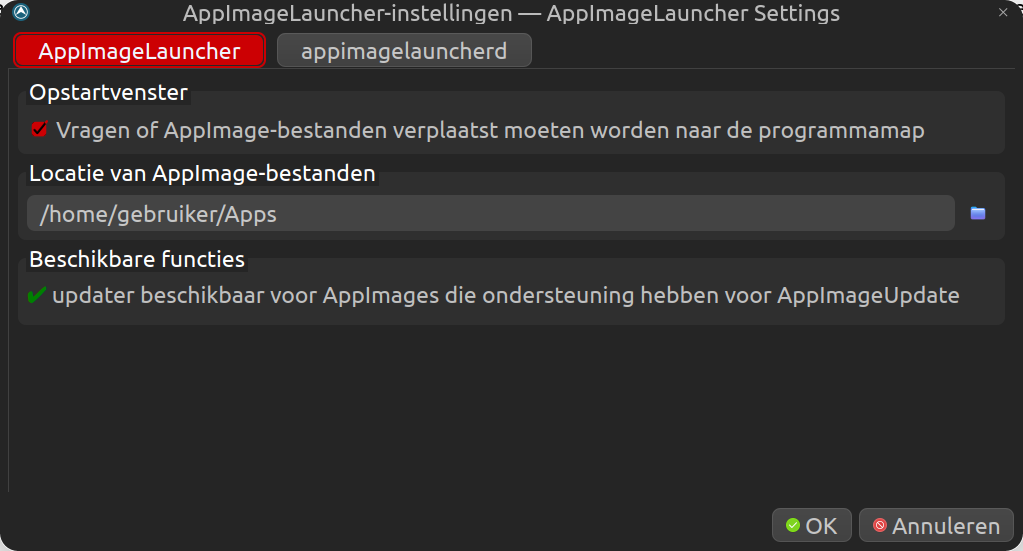
AppImageLauncher-instellingen (2024)

AppImageLauncher is een onofficieel hulpprogramma die appimages op het systeem integreert. Zo kan het programma appimages automatisch naar een vooraf ingestelde locatie verplaatsen, snelkoppelingen maken en programma's automatisch bijwerken. Hiervoor wordt gebruikgemaakt van de achtergronddienst appimagelauncherd.
Het programma wordt gemaakt door een van de ontwikkelaars van het AppImage-project.
Een alternatief voor AppImageLauncher is Gear Lever.

## Ontvangst en gebruik
Glick, het programma van Alexander Larsson en de voorloper van Flatpak, was geïnspireerd op Klik.
Linus Torvalds was in 2015 erg te spreken over appimages. Ook Mark Shuttleworth van Canonical liet zich er positief over uit.
Anno 2024 is de enige distributie die standaard (deels) gebruikmaakt van appimages Nitrux, bekend van de Maui Shell-werkomgeving.